# Abendphantasie

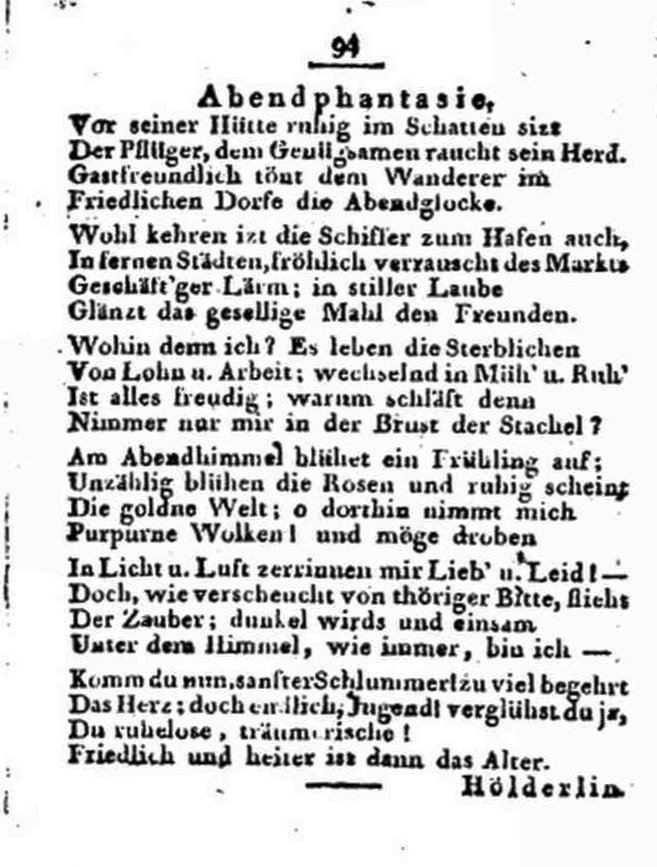
Erstdruck im Britischen Damenkalender und Taschenbuch für das Jahr Achtzehnhundert

Abendphantasie ist eine Ode von Friedrich Hölderlin, die im Sommer 1799 entstand. Das Gedicht gehört zu den bedeutenden Werken seiner Homburger Zeit, in der er an dem unvollendet gebliebenen Trauerspiel Der Tod des Empedokles arbeitete. Zusammen mit den Oden Des Morgens und Der Main erfolgte der Erstdruck in dem von Johann Leonhard Hadermann herausgegebenen Britischen Damenkalender und Taschenbuch für das Jahr Achtzehnhundert.

## Inhalt

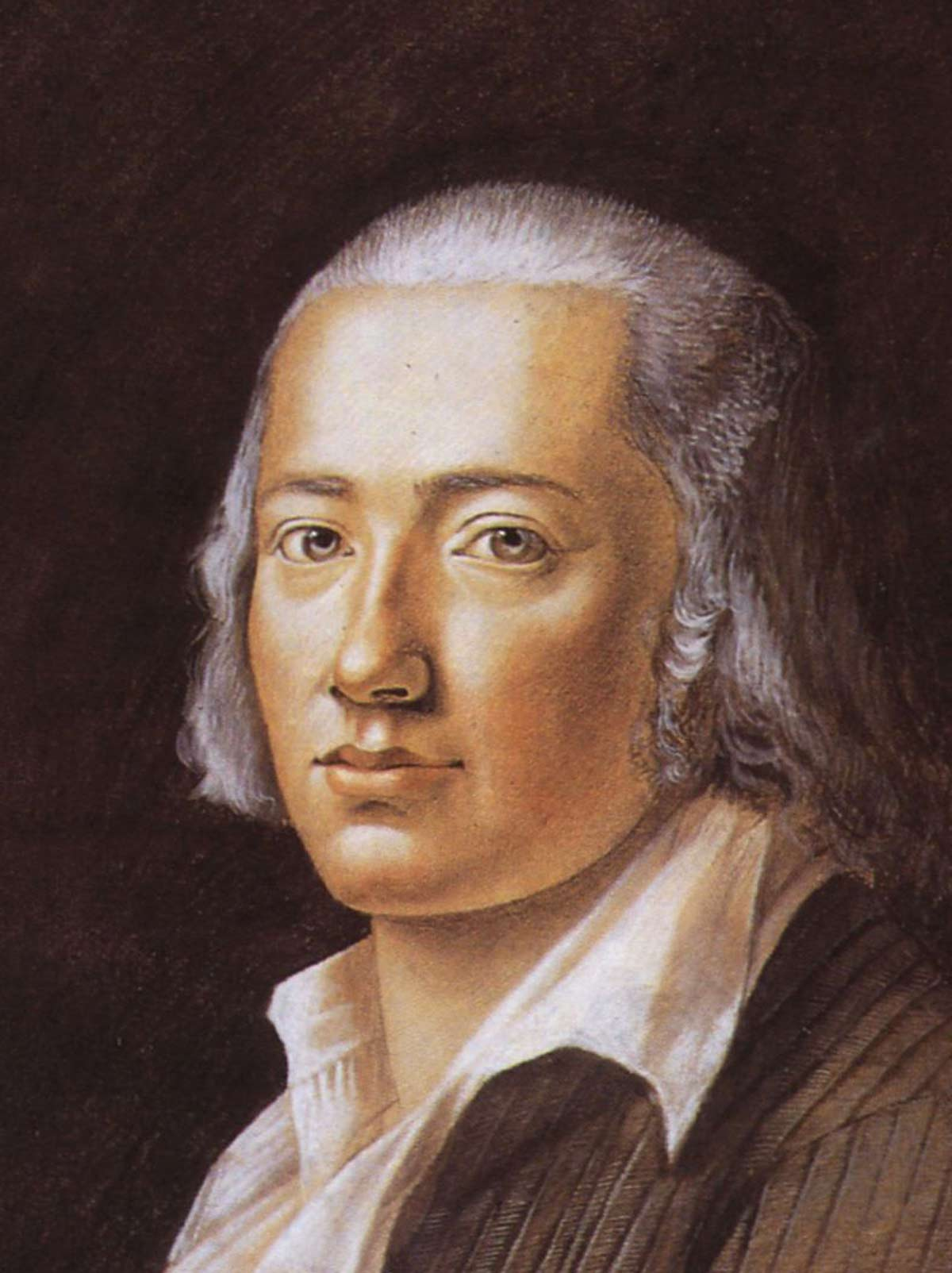
Friedrich Hölderlin, Pastell von Franz Karl Hiemer, 1792

Das Gedicht lässt eine Reihe stimmungsvoller Bilder vorüberziehen. Der Abendruhe nach getaner Arbeit folgt die melancholische Weltbetrachtung des Einsamen, der vom fröhlich-geschäftigen Treiben entfernt ist, sich sehnsüchtig in himmlische Fernen wünscht, um am Ende seinen Frieden zu finden, indem er an die heitere Ruhe des Alters denkt.
Die Ode besteht aus sechs alkäischen Strophen und lautet:
Vor seiner Hütte ruhig im Schatten sizt

Der Pflüger, dem Genügsamen raucht sein Herd.

Gastfreundlich tönt dem Wanderer im

Friedlichen Dorfe die Abendglocke.

Wohl kehren izt die Schiffer zum Hafen auch,

In fernen Städten, fröhlich verrauscht des Markts

Geschäft'ger Lärm; in stiller Laube

Glänzt das gesellige Mahl den Freunden.

Wohin denn ich? Es leben die Sterblichen

Von Lohn und Arbeit; wechselnd in Müh' und Ruh

Ist alles freudig; warum schläft denn

Nimmer nur mir in der Brust der Stachel?

Am Abendhimmel blühet ein Frühling auf;

Unzählig blühn die Rosen und ruhig scheint

Die goldne Welt; o dorthin nimmt mich,

Purpurne Wolken! und möge droben

In Licht und Luft zerrinnen mir Lieb' und Leid! -

Doch, wie verscheucht von thöriger Bitte, flieht

Der Zauber; dunkel wirds und einsam

Unter dem Himmel, wie immer, bin ich -

Komm du nun, sanfter Schlummer! zu viel begehrt

Das Herz; doch endlich, Jugend! verglühst du ja,

Du ruhelose, träumerische!

Friedlich und heiter ist dann das Alter. 

## Entstehung
Hölderlin besann sich während der Homburger Phase auf sein eigenes dichterisches Können und arbeitete an theoretischen Schriften und dem Empedoklesfragment. Gerade die intensive Beschäftigung mit dem Trauerspiel wirkte sich auf die Oden dieser Zeit mit ihren selbstreflektierenden Zügen aus.
Von den drei veröffentlichten Oden ist Der Main vermutlich noch vor der Abendphantasie und Des Morgens entstanden, ein Werk, das vielleicht in Verbindung mit einem Kupferstich des Kalenders steht.
Der Verlauf des Gedichts lässt die dramatische Struktur erkennen, von der Hölderlin in seinen theoretischen Schriften im Zusammenhang mit dem Drama sprach.

## Vertonung
Paul Hindemith wählte für seine Sechs Lieder nach Gedichten von Friedrich Hölderlin für Tenor und Klavier unter anderem das Gedicht Abendphantasie aus.
In seinen 1982 komponierten Drei Phantasien nach Friedrich Hölderlin vertonte György Ligeti die Abendphantasie für einen 16-stimmigen Chor a cappella.